# Dicranota uniplagia
Dicranota (Rhaphidolabis) uniplagia là một loài ruồi trong họ Pediciidae. Chúng phân bố ở vùng sinh thái Nearctic.